# Tipula (Acutipula) zhaojuensis
Tipula (Acutipula) zhaojuensis is een tweevleugelige uit de familie langpootmuggen (Tipulidae). De soort komt voor in het Palearctisch gebied.